# Desa Cikahuripan (administrativ by i Indonesien, lat -6,82, long 106,92)
Desa Cikahuripan är en administrativ by i Indonesien.   Den ligger i provinsen Jawa Barat, i den västra delen av landet, 70 km söder om huvudstaden Jakarta.